# Alpinisme

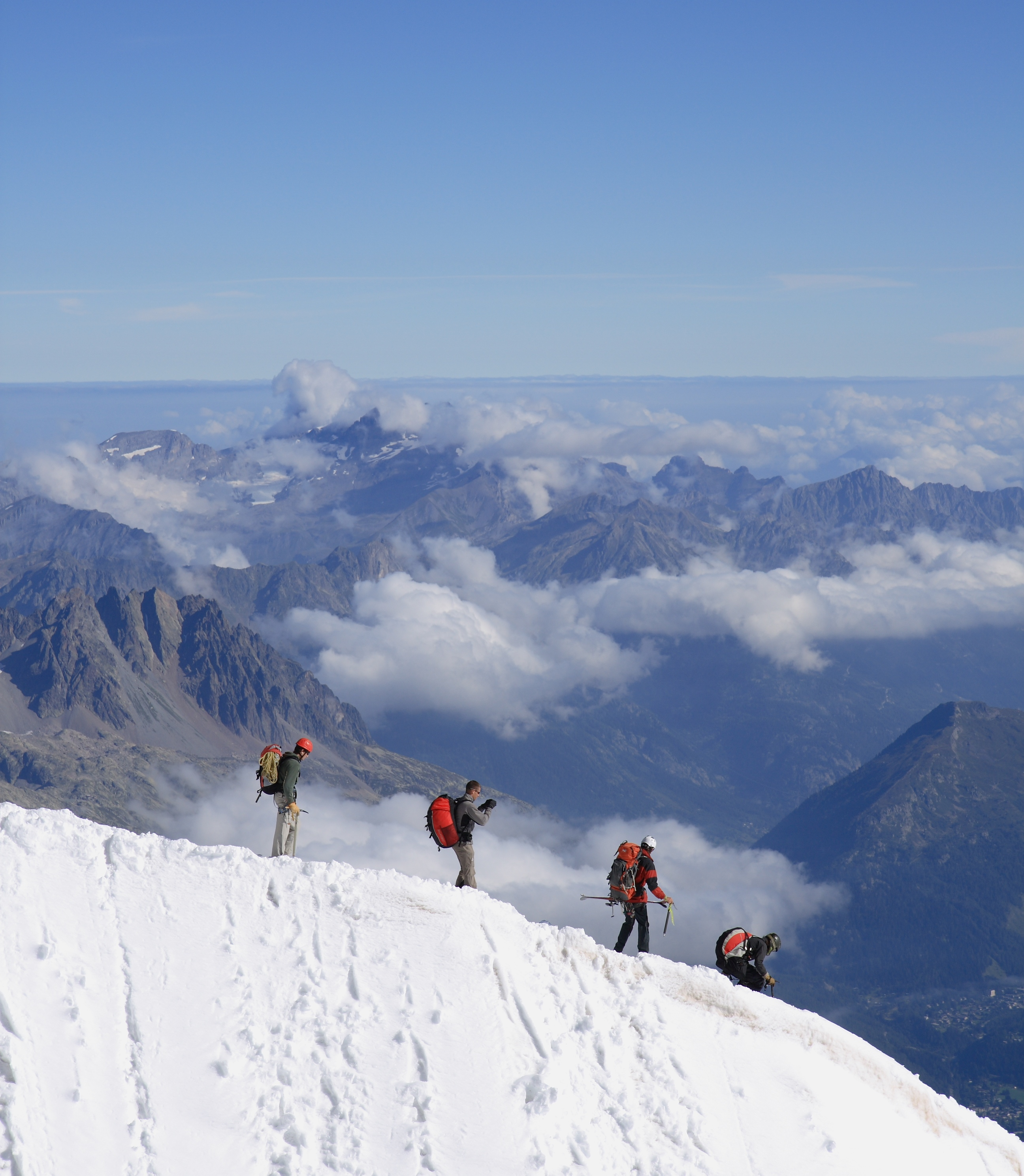
Afdalen vanaf Aiguille du Midi, het begin van verschillende alpinismetochten in het Mont Blancmassief.

Alpinisme is het beklimmen van bergen als sport en kan rotsklimmen en ijsklimmen omvatten. De term verwijst naar een specifiek gebergte, namelijk de Alpen. 
De beklimming van de Mont Aiguille in juni 1492 door de Franse kapitein Antoine de Ville is de eerste gedocumenteerde beklimming van een berg met als enige doel om de top te bereiken en wordt daarom gezien als de geboorte van de discipline.
Het alpinisme onderscheidt zich van andere vormen van klimmen als sport door de voldoening niet te zoeken in de fysieke uitdaging maar in het bereiken van de bergtop. Bij het beklimmen van een berg worden meerdere natuurlijke hindernissen bedwongen en beklommen. Dit kunnen rotswanden, ijswanden, gletsjers, puinvelden of alpenweides zijn. Naast de gebruikelijke klimtechnieken zijn hierbij ook kennis van weerkunde, gletsjerkunde, reddingstechnieken, oriëntatie en een uitstekende conditie nodig.
In de volksmond wordt de term alpinisme soms gebruikt voor alles wat met klimmen te maken heeft.